# Binnenhof (Nijmegen)
Het Binnenhof is een plein in de Nederlandse stad Nijmegen.
Het plein, dat in 1967 werd vernoemd naar het Binnenhof in Den Haag, bevindt zich in de Staatsliedenbuurt in de wijk Hatert. Het is onderdeel van een stadsuitbreiding in meandervorm met hoogbouw en eromheen eengezinswoningen. Rondom het het plein bevinden zich flatwoningen met op de onderste laag winkelpanden. 